# 火曜日
火曜日（かようび）または火曜（かよう）は、月曜日と水曜日の間にある週の1日。

## 各言語での名称
日本語や朝鮮語、また、ロマンス諸語の名称は、七曜の1つである火星 (Mars) の日にちなむ。また、五行思想の火を火行をする。
英語のTuesdayは北欧神話の神テュールから来ている。
ベトナム語では第3を意味する「thứ ba」が火曜日の意味にも使われるが、中国語では「星期二」もしくは「礼拜二」という。

## 各国の火曜日

### アメリカ
アメリカ合衆国では選挙の投票日を火曜日に設定している。アメリカ合衆国大統領予備選挙の集中日は「ジュニア・チューズデー」や「スーパー・チューズデー」と呼ばれる。

### オーストラリア
オーストラリアでは毎年11月の第1火曜日に競馬のGIレースメルボルンカップが行われる。メルボルン市内はもとより、オーストラリア全土で公休となる所が多く、国民が注目するオーストラリア最大のスポーツイベントである。

### 日本

#### サービス業
週明け（正確には平日の始まり）の次の日であるため、土日が繁盛期となり、ハッピーマンデーにより祝日になることもある月曜日の次の日であるため、火曜日を定休日にしている店舗がある。特にチェーン店以外の飲食店でこの傾向が見られる。これには諸説あり、火事や火災、帳簿が火の車になることを嫌ったことから火曜定休にしているという説もある。自動車ディーラーなどでも同様の理由で火曜日を定休日しているところがある。
かつては大型スーパーやデパートでも同様の理由で火曜日を定休日に設定することがあった。これは大規模小売店舗法で規制緩和するまでは週1回の定休日を定めていたためである。ただし定休日とする曜日の設定は運営会社で定めており、美容院のようにすべての運営会社が同じ曜日に定休日としていたわけではない（ジャスコ、ダイエーは水曜日が定休日であった）。1990年代半ば以降は大規模小売店舗法の規制緩和（後に廃止）により、年中無休とする店舗も現れるなど、状況が変化した。
東京都内のほとんどの美容院では火曜日が定休日である。これは東京都では「適正化規定」という、都が定めた組合が遵守する条例に基づくものである（その他の地域では月曜定休が多い）。
長野県の不動産業者では火曜日を定休日としている。これは小売業は水曜日に休業する人が多く、休日に部屋探しをするため、曜日をずらして休業日としたものである（その他の地域では水曜休業が多いが、地域によっては水曜日と日曜日を休業とする地域もある。北日本地域などでは日曜日を休業とする地域もある）。
コンビニエンスストアでは新商品が続々と発売する。これは火曜日と水曜日の売り上げを元にして、最も売上の多い週末に向けて人気商品の発注を木曜日にかけることができるためである。
大手スーパーでは特売日が実施されることがある（イオン「火曜市」など）。

#### メディア
週刊誌では女性週刊誌2誌（女性自身、週刊女性）の発売日である（もう1誌の女性週刊誌である女性セブンは木曜発売）。その他の週刊誌では週刊朝日・サンデー毎日・FLASHの発売である。一方、週刊漫画雑誌の発売は2015年時点ではない（かつては週刊少年ジャンプと週刊少年サンデーの発売日としていた）。

## 火曜日に関する作品
映画
- 『火曜日ならベルギーよ』（1969年、米国）
- 『モリー先生との火曜日』（1999年、米国）

楽曲
- 「火曜日」 （歌：乙三.）
- 「Tuesday Morning」 （歌：ミシェル・ブランチ）
- 「Ruby Tuesday」 （歌：ローリング・ストーンズ）
- 「Tuesday」 （歌：MONORAL）
- 「毎週火曜日」 （歌：19）
- 「NO TUESDAY」（歌：pre-school）

小説
- 『火曜クラブ (The Thirteen Problems) 』（アガサ・クリスティ著）

漫画
- 『毎週火曜はチューズデー』

テレビ番組
- 『火曜ワイドスペシャル』
- 『火・曜・特・番!!』
- 『カスペ!』
- 『火曜劇場』
- 『火曜サスペンス劇場』
- 『火曜ドラマゴールド』
- 『火曜ドラマリーグ』
- 『火曜ドラマ』
- 『火ドラ★イレブン』
- 『火曜映画劇場』
- 『火曜洋画劇場』
- 『火曜ロードショー』・『火曜ビッグシアター』
- 『火曜デラックス』
- 『火曜エンタテイメント!』
- 『火曜サプライズ』
- 『火曜曲!』
- 『火曜エンタ』
- 『火曜は全力!華大さんと千鳥くん』
- 『火曜NEXT!』

テレビドラマ
- 『火曜日の女シリーズ』

## 記号
| 記号 | Unicode | JIS X 0213 | 文字参照          | 名称                                        |
| ---- | ------- | ---------- | ----------------- | ------------------------------------------- |
| ㈫   | U+322B  | -          | &#x322B; &#12843; | 全角括弧付き火 PARENTHESIZED IDEOGRAPH FIRE |
| ㊋   | U+328B  | -          | &#x328B; &#12939; | 丸火 CIRCLED IDEOGRAPH FIRE                 |